# Hypaedalea neglecta
Hypaedalea neglecta är en fjärilsart som beskrevs av Robert H. Carcasson 1972. Hypaedalea neglecta ingår i släktet Hypaedalea och familjen svärmare. Inga underarter finns listade i Catalogue of Life.